# Distribució gaussiana inversa

Funció de densitat de probabilitat gaussiana inversa per a diverses combinacions dels paràmetres µ i λ

En teoria de probabilitats, la distribució gaussiana inversa (també coneguda com a distribució Wald) és una família de dos paràmetres de distribucions de probabilitat contínues amb suport a (0,∞).
La seva funció de densitat de probabilitat ve donada per
{\displaystyle f(x;\mu ,\lambda )={\sqrt {\frac {\lambda }{2\pi x^{3}}}}\exp {\biggl (}-{\frac {\lambda (x-\mu )^{2}}{2\mu ^{2}x}}{\biggr )}}
per a x > 0, on {\displaystyle \mu >0} és la mitjana i {\displaystyle \lambda >0} és el paràmetre de la forma.

Funció de distribució acumulada de la distribució gaussiana inversa per a diverses combinacions dels paràmetres µ i λ.

La distribució gaussiana inversa té diverses propietats anàlogues a una distribució gaussiana. El nom pot ser enganyós: és un "invers" només perquè, mentre que el gaussià descriu el nivell d'un moviment brownià en un temps fix, el gaussià invers descriu la distribució del temps que triga un moviment brownià amb deriva positiva a arribar a un positiu fix. nivell.
La seva funció generadora de cumulants (logaritme de la funció característica) és la inversa de la funció generadora de cumulants d'una variable aleatòria gaussiana.
Per indicar que una variable aleatòria X té una distribució gaussiana inversa amb una mitjana μ i un paràmetre de forma λ escrivim {\displaystyle X\sim \operatorname {IG} (\mu ,\lambda )\,\!}.
Aquesta distribució sembla haver estat derivada per primera vegada l'any 1900 per Louis Bachelier quan una acció arriba a un determinat preu per primera vegada. El 1915 va ser utilitzat independentment per Erwin Schrödinger i Marian v. Smoluchowski com el temps fins al primer pas d'un moviment brownià. En el camp del modelatge de reproducció es coneix com a funció de Hadwiger, després d'Hugo Hadwiger que la va descriure el 1940. Abraham Wald va tornar a derivar aquesta distribució el 1944 com a forma limitant d'una mostra en una prova de relació de probabilitat seqüencial. El nom gaussià invers va ser proposat per Maurice Tweedie el 1945. Tweedie va investigar aquesta distribució el 1956 i el 1957 i va establir algunes de les seves propietats estadístiques. La distribució va ser revisada àmpliament per Folks i Chhikara el 1978.